# Ried im Innkreis
Ried im Innkreis osztrák város Felső-Ausztriában, a Riedi járás központja. Lakossága 2022 januárjában 12 432 fő volt.

## Elhelyezkedése

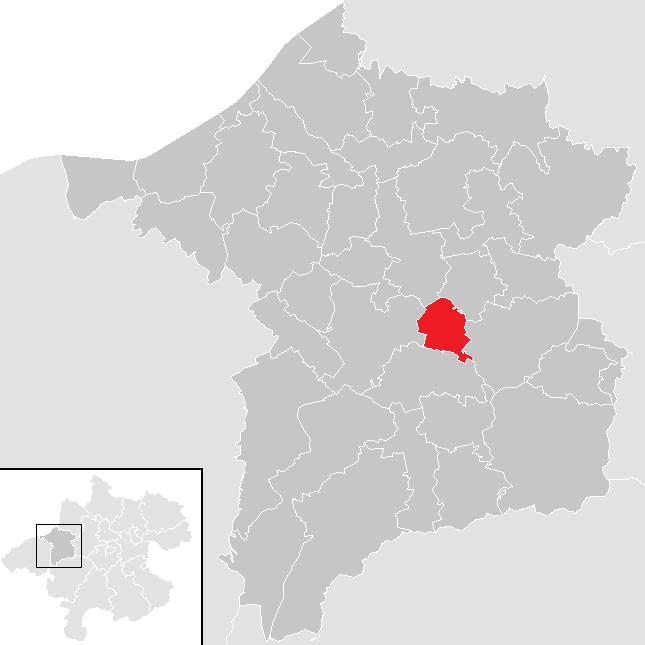
Ried im Innkreis a Ried im Innkreis-i járásban

Ried im Innkreis Felső-Ausztria északnyugati részén, Innviertel régióban fekszik, Salzburgtól kb. 60 km-re északkeletre és Linztől 80 km-re nyugatra. Tőle délre található az Alpok lábainál fekvő Hausruck-dombvidék és a Hausrucki erdő. Neve a középfelnémet "riet" (nád) szóból származik és valószínűleg a városon átfolyó két patak, az Oberach és Breitsach mocsaras partjaira utal, amelyek az óvárostól kb. 2,5 km-re északra egyesülve a Riederbach (vagy Antiesen) folyót alkotják.
A környező önkormányzatok: délre Neuhofen im Innkreis, nyugatra Mehrnbach, északra Aurolzmünster, északkeletre Tumeltsham, keletre Hohenzell.

## Története

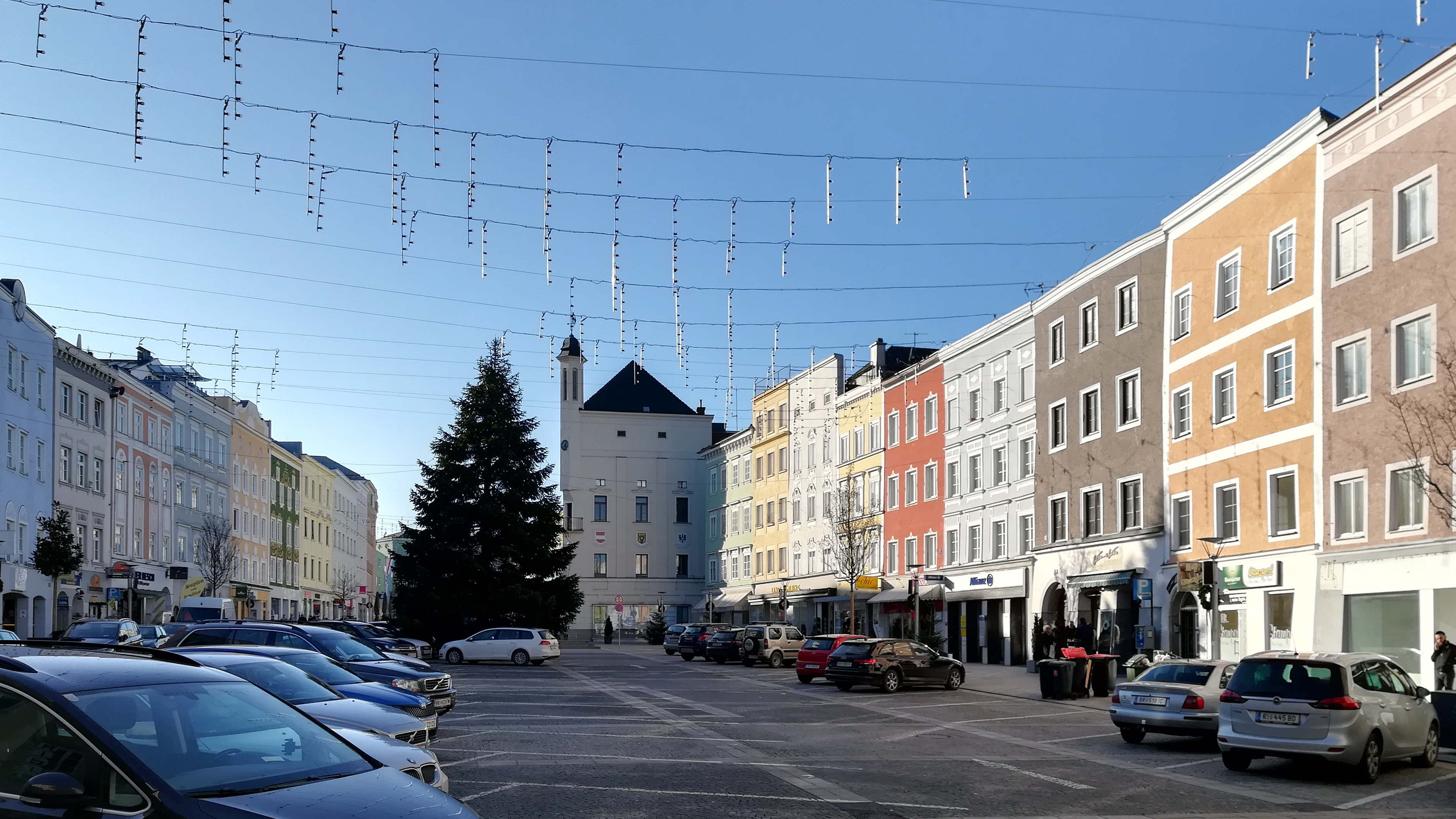
Ried főtere

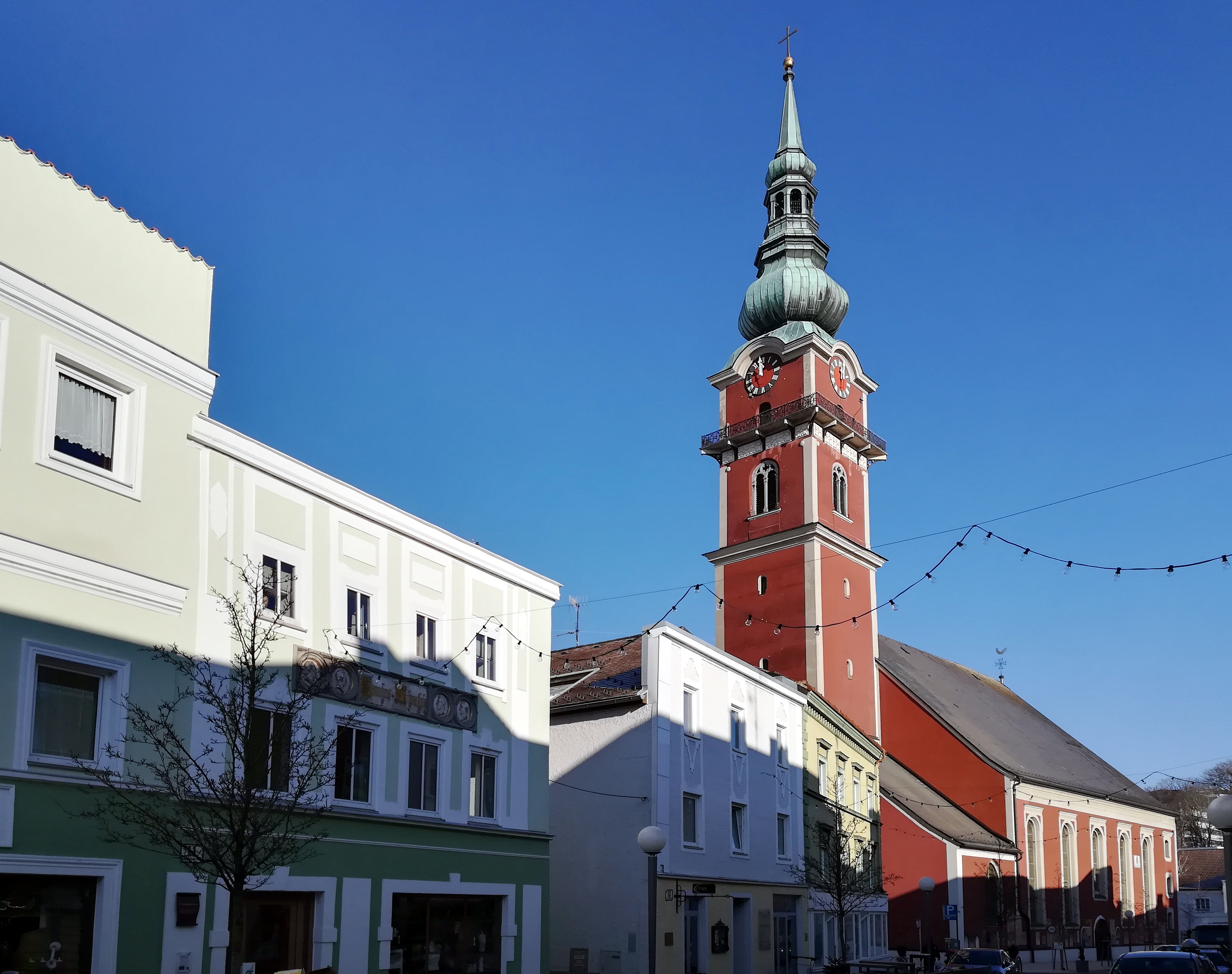
A Szt. Péter és Pál-plébániatemplom

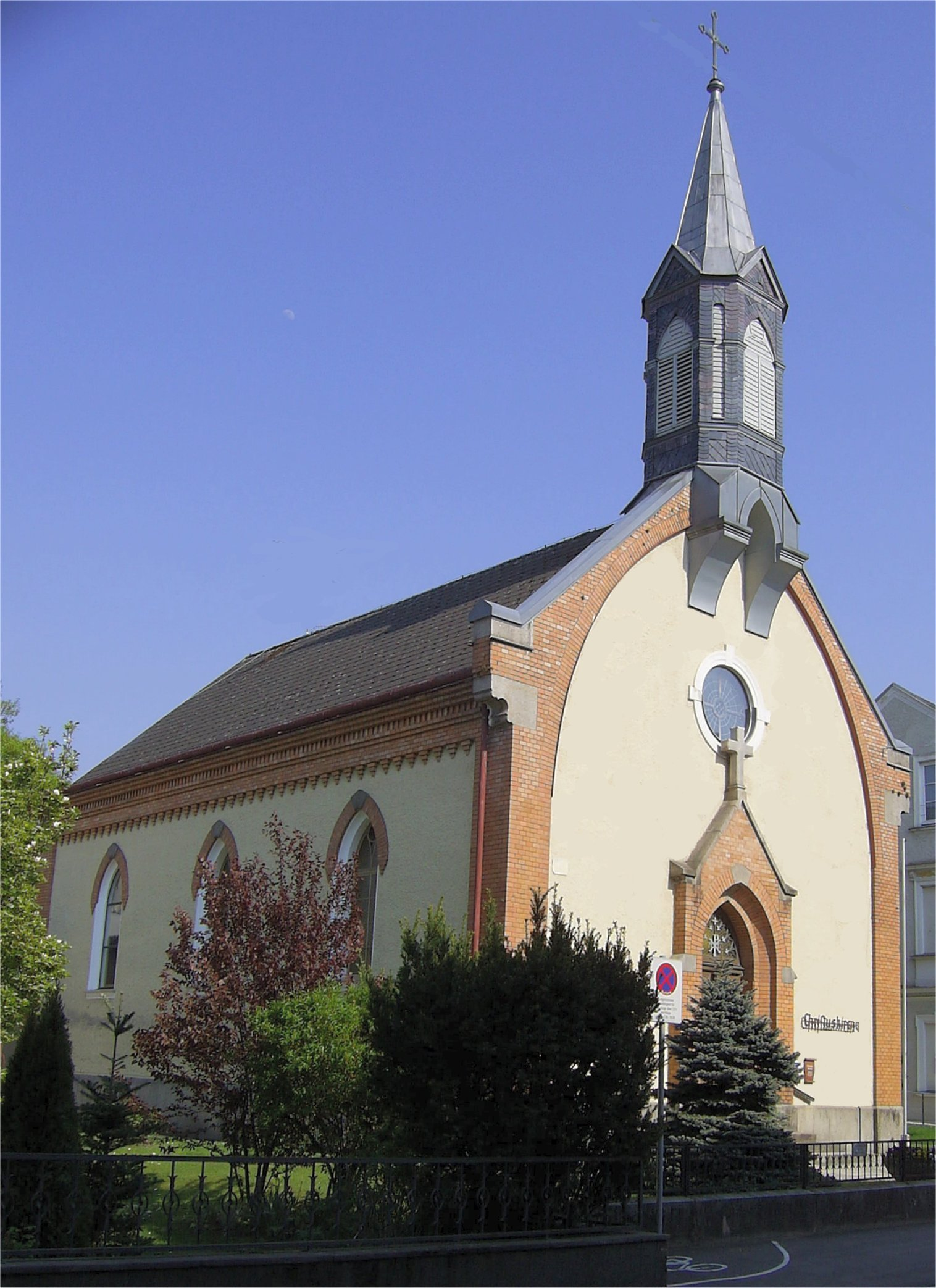
A Krisztus-templom

Riedet először 1145-ben említik a források: a reichersbergi apátság adománylevelében, Wernhard de Riede nevében. 1180 körül egy dokumentum riedi lakosokról ír, vagyis már nem csak erőd vagy udvarház, hanem település is létezett a helyszínen.
Egy 15. századi legenda szerint 1191-ben Bajorország hercege lovaggá ütötte a helyi molnár fiát, Dietmart és neki adományozta a Riedet. Dietmar a harmadik keresztes háborúban vett részt és Ikonium ostrománál, amikor a küzdelemben lehanyatlott a keresztesek zászlaja, saját csizmáját tűzte a lándzsája hegyébe és azt zászlóként használva győzelemre vezette a hadat. Emiatt szerepel csizma a mai város címerében is.
Dietmar családjának kihalása után 1248 körül a település és vára visszaszállt a bajor hercegre. A várost 1266-ban II. Ottokár cseh király, 1307-ben Szép Frigyes német király, 1364-ben pedig IV. Rudolf osztrák főherceg foglalt el és fosztotta ki. 1379-ben megkötötték az első riedi szerződést, amely véget vetett a bajor-osztrák határvitáknak. XVI. Henrik bajor herceg 1435-ben címert adományozott a városnak. Az ezt követő nyugalmasabb időszakban fejlődésnek indult a lenvászon termelése és kereskedelme, a takácsok céhének háza 1494-ben épült.
A reformáció idején a lakosság egy része protestánssá vált, de az ellenreformáció megindulása után, 1580-ra már ismét katolikusok. Az 1649-es pestisjárvány 236 életet követelt.
A spanyol és osztrák örökösödési háború idején ismét kiújultak a bajor-osztrák határviták. A bajor örökösödési háború után az 1779-es tescheni békével az Innviertel - és benne Ried - Ausztriához került. A napóleoni háborúk idején, 1810-től visszakerült Bajorországhoz. A második riedi szerződésben 1913. október 8-án Bajorország átállt Franciaország oldaláról a koalícióhoz. Napóleon bukásával, 1816-ban a város ismét Ausztriáé lett.
1857-ben az addig mezőváros Riedet I. Ferenc József városi rangra emelte.
1938. március 12-én az Anschluss keretében német csapatok szállták meg a várost, amelyen Hitler is átutazott, amikor Linzbe tartott. A második világháborúban csak minimális károkat szenvedett, három kisebb bombatámadásban a vasútállomás károsodott. A háború után Ried az amerikai megszállási zónához tartozott. A keletről menekülők, kiszabaduló hadifoglyok miatt 33 ezren zsúfolódtak a városban ami erőszakig fokozódó súrlódásokhoz vezetett. A menekültek számára tábort alapítottak, majd egy részük számára erőltetett építési programmal otthonokat hoztak létre.

## Lakosság
A Ried im Innkreis-i önkormányzat területén 2021 januárjában 12 432 fő élt. A lakosságszám 1961 óta gyarapodó tendenciát mutat. 2019-ben az ittlakók 76,5%-a volt osztrák állampolgár; a külföldiek közül 2,6% a régi (2004 előtti), 7,5% az új EU-tagállamokból érkezett. 9,1% az egykori Jugoszlávia (Szlovénia és Horvátország nélkül) vagy Törökország, 4,4% egyéb országok polgára volt. 2001-ben a lakosok 77,2%-a római katolikusnak, 2,2% evangélikusnak, 9,5% mohamedánnak, 8,1% pedig felekezeten kívülinek vallotta magát. Ugyanekkor 62 magyar élt a városban; a legnagyobb nemzetiségi csoportokat a németek (86,9%) mellett a törökök (4,7%), a horvátok (2,1%) és a bosnyákok (1,7%) alkották.
A népesség változása:

| 2016 | 11 672 |
| 2018 | 11 903 |

## Látnivalók
- a történelmi belváros legtöbb épülete 19. századi. A középkori városfalból megmaradt a braunaui és a schärdingi kapu
- a régi lóvásártér, a Rossmarkt
- a 19. században átépített, de középkori elemeket tartalmazó városháza
- a gótikus-barokk katolikus plébániatemplom
- Innvierteli Néprajzi Múzeum
- Sörmúzeum

A város futballcsapata az első osztályban játszó SV Ried.

## Híres riediek
- Wilhelm Dachauer (1881–1951) festő
- Ernst Kaltenbrunner (1903–1946) náci politikus, SS-tiszt
- Anton Zeilinger (1945–) kvantumfizikus
- Sybil Danning (1947–) színésznő
- Andreas Goldberger (1972–) világbajnok síugró
- Manuel Ortlechner (1980–) labdarúgó

## Testvérvárosok
- Landshut, Németország

## Fordítás
- Ez a szócikk részben vagy egészben  a   Ried im Innkreis című német Wikipédia-szócikk ezen változatának fordításán alapul.  Az eredeti cikk szerkesztőit annak laptörténete sorolja fel. Ez a jelzés csupán a megfogalmazás eredetét és a szerzői jogokat jelzi, nem szolgál a cikkben szereplő információk forrásmegjelöléseként.